# Jungtaubenkrankheit
Die Jungtauben- oder Jungtierkrankheit (JTK; englisch young pigeon disease) ist eine seit Ende der 1980er Jahre in Europa bekannte Erkrankung junger Haustauben (Columba livia forma domestica). Sie wurde zunächst bei Brieftauben und später auch bei Rassetauben beschrieben, prinzipiell scheinen jedoch alle Zucht- und Haltungsrichtungen der Haustaube empfänglich zu sein.

## Verlauf und Vorkommen
Die Erkrankung wird charakterisiert durch Appetitlosigkeit, Durchfall, Erbrechen sowie mit Futter und Wasser gestaute Kröpfe. Sie hat einen akuten und in der Regel selbst limitierenden Verlauf, bei dem alle betroffenen Tauben innerhalb weniger Tage erkranken und sich anschließend innerhalb etwa einer Woche erholen. In einem Teil der Ausbrüche treten Todesfälle auf, die in schweren Fällen bis zu 70 % des Jungtaubenbestands ausmachen können. Betroffen sind vorwiegend Jungtauben ab einem Alter von zwei Monaten, während Alttauben nur selten erkranken. Alttiere erkranken bzw. sterben offensichtlich nur dann an der JTK, wenn sie als Jungtiere noch nicht damit infiziert waren, und einmal von der JTK genesene Tauben scheinen eine Immunität gegen den Erreger zu besitzen.
Die Erkrankung kommt in den meisten Taubenschlägen jährlich wiederkehrend vor. Die meisten Fälle treten auf, nachdem die Jungtauben erstmals mit Tauben anderer Schläge in Kontakt gekommen sind. Bei Brieftauben ist das der Beginn der Wettflugsaison der Jungtauben im Sommer (Juli/August), bei Rassetauben dagegen die Ausstellungssaison im Spätherbst und Winter. In diesen Zeiten kommt es zu regelrechten Seuchenzügen innerhalb von Taubenzüchtervereinigungen.

## Krankheitserreger
Die Ursache der JTK blieb für lange Zeit unbekannt. Eine durch Stress ausgelöste Faktorenkrankheit wurde ebenso diskutiert wie eine Beteiligung verschiedener Erreger, wie beispielsweise des Taubencircovirus (englisch pigeon circovirus 1; PiCV-1), verschiedener Adenoviren oder von Escherichia coli. Diese Hypothesen konnten in der Folge jedoch nicht wissenschaftlich untermauert werden.
In der Zwischenzeit konnten der „Taubentyp“ des Rotavirus A (RVA; Genotyp G18P[17]) als primärer Erreger der „klassischen“ JTK nachgewiesen und die Henle-Koch-Postulate erfüllt werden.
Neben der durch den RVA-Taubentyp verursachten „klassischen“ JTK können in deutlich selteneren Fällen auch Ausbrüche von einem der JTK ähnelnden Krankheitsbild auftreten, bei denen das Virus nicht als Ursache festgestellt werden kann. Die Ursachen dieser „JTK-ähnlichen Erkrankungen“ sind bisher noch weitgehend unbekannt und bedürfen weiterer Forschung. Eine Beteiligung der oben genannten Erreger kann nicht ausgeschlossen werden.

## Erregernachweis
Die RNA des RVA-Taubentyps kann bei erkrankten Tieren mittels Polymerase-Kettenreaktion (PCR) aus einer Vielzahl von Organen sowie aus Tupfer- und Kotproben nachgewiesen werden. Die höchsten Virusmengen sind in der Regel in der Leber detektierbar.

## Impfprophylaxe
Durch die Identifikation des ursächlichen Erregers bietet sich inzwischen auch die Möglichkeit einer Impfprophylaxe gegen das Auftreten der „klassischen“ JTK. Totimpfstoffe mit inaktiviertem Material des RVA-Taubentyps schützen sowohl vor einer Infektion mit dem Erreger als auch vor der Erkrankung. Ein entsprechender Impfstoff ist in der Bundesrepublik seit Anfang 2022 zugelassen.
Die ersten Erfahrungen aus der Praxis der Rasse- und Brieftaubenzüchter, gerade auch im Vergleich zu Züchtern, die ihre Tiere nicht haben gegen die JTK impfen lassen, sprechen für eine sehr gute Wirksamkeit des Impfstoffes.